# Rümmingen
Rümmingen (în alemanică Rümmige) este o comună din landul Baden-Württemberg, Germania.

## Istoric
Rümmingen a fost atestat pentru prima dată în cadrul unui contract de achiziționare, acesta ajungând sub posesia Catedralei Saint-Denis, aflată în apropiere de Paris.